# Riadh Ahmed
Riadh Ahmed (Bagdad, Iraq, 1958) és músic especialista en percussions orientals. Va començar la seva formació a Bagdad durant els anys setanta i posteriorment a París (1980-1982) i a Barcelona, on s'estableix el 1982. Des dels anys noranta ha actuat i enregistrat amb conjunts d'estils molt variats: música medieval i renaixentista, flamenc, música sefardita-mediterrània, afroreggae, música dels Balcans, ska, etc. Ha col·laborat amb grups i artistes tan diversos com Ketama, Rosa Zaragoza, Els Trobadors o Jorge Sarraute. Ha format part del duo de percussió Ahmed Martínez (amb Ernest Martínez) i, més recentment, del trio Zyryab. Des de 1996 es dedica a l'ensenyament musical fent classes i tallers de percussió en centres de Barcelona i del Maresme. Va ser director musical de l'obra de teatre Transversal telemàtic-Surfing la bomba informàtica (2003), basada en el llibre de Paul Virilio. Ha estat tallerista de caixó i percussió oriental en el recinte del Fòrum 2004 de Barcelona.